# Кузьмин, Сергей Алексеевич
Сергей Алексеевич Кузьмин (17 декабря 1961, Челябинск — 8 марта 2024) — советский прыгун в воду, многократный чемпион СССР (1978, 1981, 1983), призёр чемпионата Европы (1981), чемпионата мира (1982) и международных соревнований «Дружба-84» (1984). Мастер спорта СССР международного класса (1976). Заслуженный мастер спорта России (2003).

## Карьера
Сергей Кузьмин родился 17 декабря 1961 года в Челябинске. Начал заниматься прыжками в воду в возрасте 7 лет в ДСО «Труд». В течение всей спортивной карьеры тренировался под руководством Марии Лукьяновской.
Специализировался в прыжках с трёхметрового трамплина. Наиболее значимых результатов добивался во второй половине 1970-х и первой половине 1980-х годов. В этот период входил в состав сборной СССР, становился победителем всемирной Универсиады (1981), призёром чемпионата Европы (1981), чемпионата мира (1982) и международных соревнований «Дружба-84» (1984).
Умер 7 марта 2024 года после тяжёлой болезни в возрасте 62 лет.